# Грушка Ніна Іванівна
Ніна Іванівна Грушка (31 березня 1929 — 13 жовтня 2006) — доярка, Герой Соціалістичної Праці (1971).

## Життєпис
Народилася 31 березня 1929 року в селі Токарі на Сумщині.
У 1940 році у закінчила початкову школу в селі Михайлівка.
Трудову діяльність розпочала бригаді, з 1954 року — доярка колгоспу імені Леніна Лебединського району.
 
Переможниця соціалістичних змагань, була наставником молоді в обласній школі передового досвіду.
Померла 13 жовтня 2006 року, похована на батьківщині.

## Нагороди та відзнаки
- Герой Соціалістичної Праці (1971) — за успіхи у тваринництві.
- Нагороджена орденом Леніна (1971).